# Tyria tenuistriata
Tyria tenuistriata är en fjärilsart som beskrevs av Barend J. Lempke 1964. Tyria tenuistriata ingår i släktet Tyria och familjen björnspinnare. Inga underarter finns listade i Catalogue of Life.